# Blåman (namn)
Blåman är ett svenskt efternamn. 2017 fanns nio bärare av namnet.
Den svenske ämbetsmannen Göran Blomhielm hette före adlandet Blåman.